# Cerro Incahuasi
Cerro Incahuasi är ett berg i Chile.   Det ligger i provinsen Provincia de El Loa och regionen Región de Antofagasta, i den norra delen av landet, 1 200 km norr om huvudstaden Santiago de Chile. Toppen på Cerro Incahuasi är 5 298 meter över havet, eller 190 meter över den omgivande terrängen. Bredden vid basen är 3,5 km.
Terrängen runt Cerro Incahuasi är huvudsakligen kuperad. Trakten runt Cerro Incahuasi är nära nog obefolkad, med mindre än två invånare per kvadratkilometer.. Det finns inga samhällen i närheten. 
Trakten runt Cerro Incahuasi är ofruktbar med lite eller ingen växtlighet.